# Eros (album)
Eros è la prima raccolta del cantautore italiano Eros Ramazzotti pubblicata il 17 ottobre 1997. Pubblicato sia in italiano che in spagnolo, contiene i maggiori successi del cantautore romano con l'aggiunta di due brani inediti, Ancora un minuto di sole e Quanto amore sei.
I brani Terra promessa, Una storia importante, Adesso tu, Ma che bello questo amore, Occhi di speranza, Se bastasse una canzone, Musica è e Cose della vita sono stati riarrangiati; gli ultimi due rispettivamente in duetto con Andrea Bocelli e Tina Turner.
L'album ha totalizzato oltre 10 milioni di copie vendute arrivando in prima posizione in Norvegia per 5 settimane, in Italia per 4 settimane, in Germania (dove rimane in classifica per 79 settimane) e Svizzera per 3 settimane e nei Paesi Bassi per 2 settimane ed in terza posizione in Francia (dove rimane in classifica per 78 settimane).

## Tracce

### Edizione in italiano
CD (BMG 74321 52545 2)
1. Terra promessa – 4:41 (Eros Ramazzotti, Alberto Salerno, Renato Brioschi) – Nuova versione
2. Una storia importante – 4:07 (Adelio Cogliati, Eros Ramazzotti, Piero Cassano) – Nuova versione
3. Adesso tu – 4:04 (Adelio Cogliati, Eros Ramazzotti, Piero Cassano) – Nuova versione
4. Ma che bello questo amore – 4:15 (Adelio Cogliati, Eros Ramazzotti, Piero Cassano) – Nuova versione
5. Musica è – 9:44 (Adelio Cogliati, Eros Ramazzotti, Piero Cassano) – con Andrea Bocelli
6. Occhi di speranza – 3:23 (Adelio Cogliati, Eros Ramazzotti, Piero Cassano) – Nuova versione
7. Più bella cosa – 4:26 (Adelio Cogliati, Eros Ramazzotti, Claudio Guidetti)
8. Memorie – 3:34 (Adelio Cogliati, Eros Ramazzotti, Piero Cassano)
9. Cose della vita (Can't stop thinking of you) – 4:50 (Adelio Cogliati, Eros Ramazzotti, Piero Cassano, Tina Turner, James Ralston) – con Tina Turner
10. L'aurora – 5:33 (Adelio Cogliati, Eros Ramazzotti)
11. Ancora un minuto di sole – 3:58 (Maurizio Fabrizio, Claudio Guidetti, Adelio Cogliati, Eros Ramazzotti) – Inedito
12. Quasi amore – 5:10 (Adelio Cogliati, Eros Ramazzotti)
13. Se bastasse una canzone – 5:24 (Adelio Cogliati, Eros Ramazzotti, Piero Cassano) – Nuova versione
14. Un'altra te – 4:42 (Adelio Cogliati, Eros Ramazzotti, Piero Cassano)
15. Favola – 4:25 (Adelio Cogliati, Eros Ramazzotti, Piero Cassano)
16. Quanto amore sei – 4:18 (Adelio Cogliati, Claudio Guidetti, Eros Ramazzotti) – Inedito

### Edizione in spagnolo
CD
1. Tierra prometida – 4:38 (Eros Ramazzotti, Alberto Salerno, Renato Brioschi)
2. Una historia importante – 4:05 (Adelio Cogliati, Eros Ramazzotti, Piero Cassano)
3. Ahora tu – 4:04 (Adelio Cogliati, Eros Ramazzotti, Piero Cassano)
4. Fantastico amor – 4:15 (Adelio Cogliati, Eros Ramazzotti, Piero Cassano)
5. Musica è – 9:44 (Adelio Cogliati, Eros Ramazzotti, Piero Cassano) – con Andrea Bocelli
6. Ojos de esperanza – 3:23 (Adelio Cogliati, Eros Ramazzotti, Piero Cassano)
7. La cosa mas bella – 4:26 (Adelio Cogliati, Eros Ramazzotti, Claudio Guidetti)
8. Memorie – 3:34 (Adelio Cogliati, Eros Ramazzotti, Piero Cassano)
9. Cosas de la vida (Can't stop thinking of you) – 4:50 (Adelio Cogliati, Eros Ramazzotti, Piero Cassano, Tina Turner, James Ralston) – con Tina Turner
10. La aurora – 5:33 (Adelio Cogliati, Eros Ramazzotti)
11. Un minuto de sol – 3:58 (Maurizio Fabrizio, Claudio Guidetti, Adelio Cogliati, Eros Ramazzotti)
12. Casi amor – 5:10 (Adelio Cogliati, Eros Ramazzotti)
13. Si bastasen un par de canciones – 5:24 (Adelio Cogliati, Eros Ramazzotti, Piero Cassano)
14. Otra como tu – 4:42 (Adelio Cogliati, Eros Ramazzotti, Piero Cassano)
15. Fabula – 4:25 (Adelio Cogliati, Eros Ramazzotti, Piero Cassano)
16. Cuanto amor me das – 4:18 (Adelio Cogliati, Claudio Guidetti, Eros Ramazzotti)

## Formazione
- Eros Ramazzotti – voce, chitarra (traccia 4), chitarra acustica (tracce 1, 6)
- Neil Stubenhaus - basso (tracce 3-6, 9)
- Paolo Gianolio - basso (tracce 2, 7, 11, 16), chitarra (tracce 1-7, 13, 16), chitarra acustica (traccia 12)
- Tony Levin - basso (tracce 14-15)
- John Pierce - basso (traccia 12)
- Nathan East - basso (traccia 10)
- Randy Jackson - basso (traccia 13)
- Luca Bignardi - programmazione, basso (traccia 14)
- Vinnie Colaiuta - batteria (tracce 1-2, 4-7, 9-14, 16)
- Steve Ferrone - batteria (tracce 14-15)
- Michael Landau - chitarra (tracce 7, 9-13, 16)
- Phil Palmer - chitarra (tracce 14-15)
- Celso Valli - pianoforte (tracce 1-5, 8, 10-12, 15-16), tastiera (tracce 1-5, 7, 9-11, 13-16), organo Hammond (tracce 6-7, 9, 11, 13-14), synth (traccia 1)
- Jai Winding - pianoforte (tracce 6, 13)
- Lenny Castro - percussioni (tracce 7, 10)
- Jerry Hey - tromba (tracce 1, 5, 13)
- Gary Grant - tromba (tracce 5, 13)
- Bill Reichenbach - trombone (traccia 5, 13)
- Charlie Loper - trombone (traccia 5, 13)
- Rudy Trevisi - sax (tracce 3, 5)
- Dan Higgins - sax (traccia 5), sax alto (traccia 13)
- Larry Williams - sax (traccia 5)
- Aida Cooper, Antonella Pepe, Luca Jurman, Antonio Galbiati, Giovanni Dattolo, Luca Velletri, Manuela Rasori, Mauro Gabrielli, Raffaella Casalini, Alex Brown, Jim Gilstrap, Lynn Davis, Phillip Ingram, Alex Baroni, Emanuela Cortesi, Moreno Ferrara, Silvio Pozzoli - cori

## Classifiche

### Classifiche settimanali
| Classifiche (1997-1998) | Posizione massima |
| ----------------------- | ----------------- |
| Austria                 | 1                 |
| Belgio (Fiandre)        | 6                 |
| Belgio (Vallonia)       | 3                 |
| Danimarca               | 4                 |
| Finlandia               | 4                 |
| Europa                  | 1                 |
| Francia                 | 3                 |
| Germania                | 1                 |
| Grecia                  | 1                 |
| Islanda                 | 3                 |
| Italia                  | 1                 |
| Norvegia                | 1                 |
| Paesi Bassi             | 1                 |
| Portogallo              | 5                 |
| Repubblica Ceca         | 15                |
| Spagna                  | 5                 |
| Svezia                  | 5                 |
| Svizzera                | 1                 |
| Classifiche (2006)      | Posizione massima |
| Spagna                  | 78                |

### Classifiche di fine anno
| Classifica (1997) | Posizione |
| ----------------- | --------- |
| Austria           | 27        |
| Belgio (Fiandre)  | 18        |
| Belgio (Vallonia) | 8         |
| Danimarca         | 17        |
| Europa            | 30        |
| Francia           | 46        |
| Germania          | 31        |
| Italia            | 5         |
| Spagna            | 41        |
| Svezia            | 38        |
| Classifica (1998) | Posizione |
| Austria           | 6         |
| Belgio (Fiandre)  | 28        |
| Belgio (Vallonia) | 20        |
| Danimarca         | 13        |
| Europa            | 4         |
| Francia           | 27        |
| Germania          | 5         |
| Norvegia          | 6         |
| Paesi Bassi       | 3         |
| Svezia            | 60        |
| Svizzera          | 8         |

### Classifiche di fine decennio
| Classifica (1990-1999) | Posizione |
| ---------------------- | --------- |
| Austria                | 19        |